# 룽화구 (하이커우시)

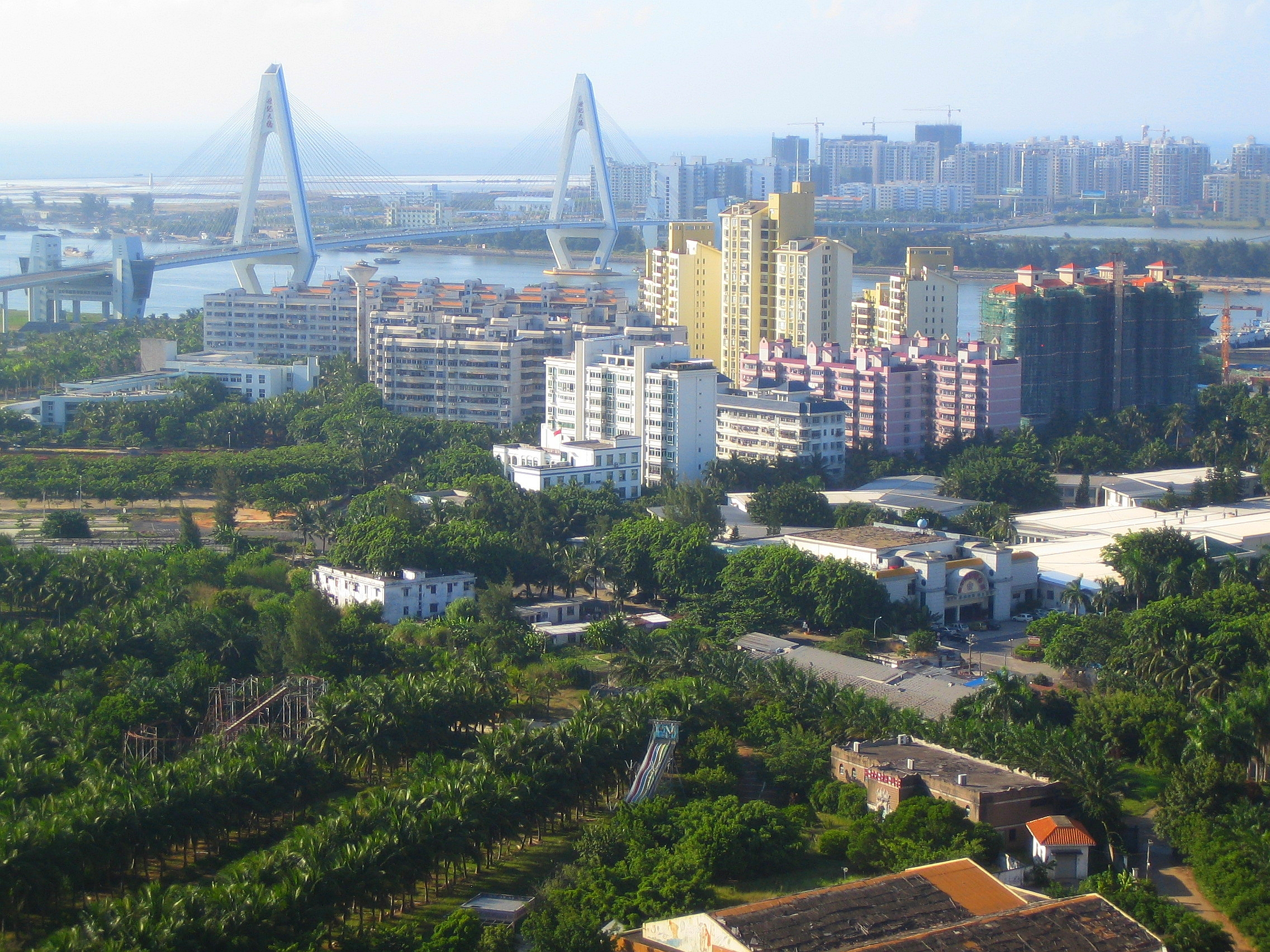

룽화구(한국어: 용화구, 중국어 간체자: 龙华区, 정체자: 龍華區, 병음: Lónghuá Qū)는 중화인민공화국 하이난성 하이커우 시의 현급 행정 구역이다. 넓이는 300km2이고, 인구는 2007년 기준으로 410,000명이다.

## 행정 구역
6개 가도, 5개 진을 관할한다.
- 가도: 빈해가도, 해은가도, 중산가도, 금우가도, 금무가도, 대동가도.
- 진: 성서진, 용교진, 용천진, 준담진, 신파진.